# Toczek (ładunek wybuchowy)
Toczek – rodzina zdalnie detonowanych ładunków wybuchowych, używana przez Marynarkę Wojenną do niszczenia min morskich.
Opracowana i budowana przez Ośrodek Badawczo-Rozwojowy Centrum Techniki Morskiej rodzina składa się z trzech ładunków o różnych gabarytach i sile.
- Toczek A – o rozmiarach 250 × 740 mm i masie całkowitej 48 kg zawiera 40 kg trotylu.
- Toczek B – o rozmiarach 180 × 340 mm i masie całkowitej 10 kg, zawiera 6 kg trotylu
- Toczek C – o rozmiarach 120 × 270 mm i masie całkowitej 3 kg, zawiera 0,6 kg trotylu[2].

Toczek A i B są dostarczane do zidentyfikowanej miny lub niewybuchu za pomocą pojazdu podwodnego (na przykład Ukwiał), zaś Toczek C, przeznaczony do przecinania minliny, zakładany jest przez płetwonurka lub dostosowany pojazd podwodny. Ładunki mogą być wykorzystane przy głębokości wody od 6 do 120 m i odpalane zdalnie z odległości do 1000 m.
Do detonacji wykorzystuje się kodowany sygnał hydroakustyczny, emitowany ze specjalnego nadajnika na okręcie. Ładunki mają swoje unikalne numery kodowe i sygnał inicjujący wybuch uruchamia tylko jeden, określony ładunek. Urządzenie detonujące ma kilka stopni zabezpieczeń, co pozwala na testowanie sprawności poszczególnych elementów.